# Detsl
Kirill Aleksandrovich Tolmatsky (russe : Кири́лл Алекса́ндрович Толмацкий ; né le 22 juillet 1983 et décédé le 3 février 2019), mieux connu sous le nom artistique Detsl (russe : Децл), est un rappeur russe.

## Biographie

### Jeunesse et carrière
Fils du producteur de médias et directeur créatif russe Alexandr Tolmatsky (né le 12 mai 1983), il naît à Moscou, est diplômé de la British International School et étudie ensuite en Suisse où il est initié au hip-hop par un camarade en internat, et décide de devenir lui-même rappeur. À cette époque, il collabore également avec le collectif de hip-hop Bad Balance.
Il fait ses débuts sur la scène hip-hop russe en 1999 sous le nom de scène Detsl (un argot en russe signifiant « un peu, pas beaucoup » à partir de l'anglais that's all, la seule façon de le prononcer avec les sons disponibles en russe), publiant un titre Friday accompagné d'un clip. En 2000, il sort son premier album Кто? ты et devient rapidement une idole des jeunes au début des années 2000 en Russie. En 2001, il sort son deuxième album Уличный боец. Après avoir joué pendant trois ans sous le nom de Detsl, il décide de prendre ses distances avec ses premiers titres et sort son troisième album éponyme en 2004 sous le nom de Le Truk. Cependant, il revient à son ancien nom de scène pour les deux albums suivants et utilise le nom de Detsl aka Le Truk pour toutes ses sorties à partir de 2014.

### Décès
Il décède le 3 février 2019 à Ijevsk à l'âge de 35 ans d'une crise cardiaque soudaine après avoir joué son set en direct lors d'une fête d'anniversaire privée. Coïncidence, il entretenait l'idée de simuler sa propre mort et de disparaître exactement au même âge dans les interviews de 2007 et 2015 aux agences de presse avant le concert dans la même ville où il mourrait en réalité. Le dernier post sur Instagram est sa propre photo, écrite à l'huile sur toile, l'inscription sur celle-ci se lit comme suit : « RIP RGB », et dans la légende de l'explication de l'œuvre : collection théorie du complot. La cérémonie d'adieu a lieu le 6 février à Moscou, à l'hôpital clinique central du Bureau des affaires présidentielles. Tolmatsky est enterré au cimetière de Pyatnitskoye.

## Discographie
- 2000 : Кто? ты
- 2001 : Уличный боец
- 2004 : aka Le Truk
- 2008 : MosVegas 2012
- 2010 : Здесь и сейчас
- 2014 : Dancehall Mania
- 2014 : MXXXIII (10:33)
- 2016 : Favela Funk EP
- 2018 : Не важно, кто там у руля